# Voltampere reattivo
Il var o voltampere reattivo in elettrotecnica è l'unità di misura della potenza reattiva in un sistema in corrente alternata. Fu introdotto dalla Commissione Elettrotecnica Internazionale (IEC) a Stoccolma nel 1930.
Dimensionalmente equivalente al watt e al voltampere, evidenzia il fatto che generalmente non ha significato sommare tra loro potenze reattive, attive e apparenti.
In regime periodico sinusoidale la potenza reattiva è la parte immaginaria della potenza complessa e si ottiene come:
{\displaystyle Q=VI\sin {\varphi }}
dove {\displaystyle V} e {\displaystyle I} sono i valori efficaci di tensione e corrente.